# Lăutar

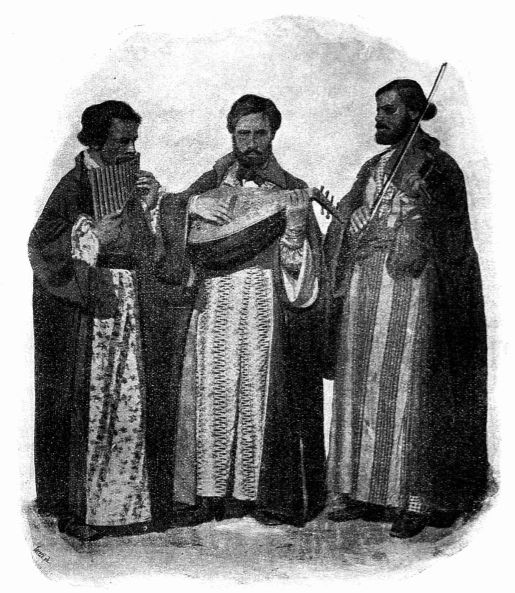
Taraf de lăutari din Bucureștiul vechi, ilustrație care apare la pagina 521 din cartea Istoria Bucurescilor scrisă de Gheorghe Ionescu-Gion

Lăutarul este un muzicant popular care cântă la un instrument cu coarde, de obicei într-un taraf. 
Cuvântul lăutar vine de la instrumentul muzical cu coarde numit lăută. În prezent cuvântul lăutar  se referă și la alte categorii de muzicieni, precum interpreții vocali.

## Istorie
La începutul secolului XIX în București și Chișinău existau ateliere de lăute și alte instrumente de muzică. La Chișinău boierul Bartolomeu avea un taraf permanent de lăutari. Unul dintre cei mai vestiți lăutari a fost Barbu Lăutaru. Tarafurile erau în general disponibile pe plată pentru orice fel de ocazii, dar unele erau specializate : existau tarafuri de petrecere (botezuri, nunți, aniversări), altele de restaurant, unele de tânguială (pentru funeralii). 